# Georg Volkert
Georg Volkert (Ansbach, 28 de noviembre de 1945-Erlangen, 16 de agosto de 2020) fue un jugador de fútbol profesional alemán que jugaba en la demarcación de delantero.

## Biografía
Georg Volkert debutó como futbolista profesional en 1965 a los 20 años de edad con el FC Núremberg. Jugó en el club durante cuatro temporadas, habiendo marcado 28 goles en 113 partidos jugados. Además ganó la Bundesliga en 1968. Tras un paso de dos temporadas por el FC Zürich suizo con el que ganó la Copa Suiza en 1970, fichó por el Hamburgo SV, club en el que permaneció la mayor parte de su carrera con un total de siete temporadas en las que marcó 75 goles en 257 partidos jugados. Su mayor título a nivel europeo lo consiguió en 1977 al ganar la Recopa de Europa de fútbol. Además ganó la Copa de Alemania y la Copa de la Liga de Alemania. En 1978 fichó por el VfB Stuttgart y finalmente en 1980 volvió al FC Núremberg para retirarse como futbolista en 1981.
Tras su retiro como futbolista, Georg Volkert trabajó como director deportivo del FC St. Pauli, Hamburgo SV, VfB Lübeck y FC Núremberg.

## Selección nacional
Georg Volkert jugó un total de doce partidos para la selección de fútbol de Alemania Occidental, habiendo marcado dos goles y haciendo su debut el 3 de marzo de 1968 contra Bélgica.

## Clubes
| Club          | País                | Año         | Partidos | Goles |
| ------------- | ------------------- | ----------- | -------- | ----- |
| FC Núremberg  | Alemania Occidental | 1965 - 1969 | 113      | 28    |
| FC Zürich     | Suiza               | 1969 - 1971 | 52       | 15    |
| Hamburgo SV   | Alemania Occidental | 1971 - 1978 | 257      | 75    |
| VfB Stuttgart | Alemania Occidental | 1978 - 1980 | 77       | 35    |
| FC Núremberg  | Alemania Occidental | 1980 - 1981 | 35       | 12    |

## Palmarés
FC Núremberg
- Bundesliga: 1968

FC Zürich
- Copa Suiza: 1970

Hamburgo SV
- Recopa de Europa de fútbol: 1977
- Copa de Alemania: 1976
- Copa de la Liga de Alemania: 1973